# Авігдор Ліберман
Авігдор Ліберман (івр. אביגדור ליברמן; при народженні — Евет Львович Ліберман; нар. 5 липня 1958, Кишинів) — ізраїльський політик, член Кнесету з 1999 до 2021 року. Міністр фінансів Ізраїлю в уряді Нафталі Бенета з 13 червня 2021. Міністр оборони Ізраїлю (2016—2018). Міністр закордонних справ Ізраїлю (2013—2015). Має репутацію праворадикального політика. Обіймав різні посади в декількох урядах Ізраїлю. Засновник і голова політичної партії «Наш дім Ізраїль», яка користується в Ізраїлі підтримкою вихідців з колишнього СРСР. За результатами виборів у Кнесет у 2009 партія Лібермана посіла третє місце за кількістю місць у парламенті і увійшла в уряд, сформований разом з партією «Лікуд». 

## Життєпис
Народився в Кишиневі (Молдова) в сім'ї Льва Янкельовича й Естер Марківни Ліберман. По закінченні середньої школи м. Кишиніва, поступив на гідромеліоративний факультет Кишинівського сільськогосподарського інституту.
У 1978 з батьками емігрував до Ізраїлю. Працював вантажником в аеропорту імені Бен-Гуріона, служив в Армії оборони Ізраїлю, дослужився до звання молодшого сержанта.
Пізніше вступив до Єрусалимського єврейського університету, навчався на факультеті суспільствознавства і політичних наук. Вже в університеті вступив у партію Лікуд. Декілька років був керівником єрусалимського відділення лікарняної каси «Леуміт». У 1986 році увійшов до складу Ради директорів єрусалимської економічної компанії, займався розробкою і впровадженням проектів розвитку столиці.
У 1993 призначений генеральним директором політичної партії Лікуд.
У січні 1999 оголосив про створення партії «Наш дім Ізраїль», на чолі якої він брав участь у виборах у Кнесет. На виборах 17 травня 1999 його партія отримала 4 місця з 120 і опинилася в опозиції. Разом з уже існуючою фракцією «Національна єдність» була заснована нова фракція «НДІ — Національна єдність».
У березні 2001 призначено на посаду міністра національної інфраструктури. Лише через рік, в березні 2002, він пішов у відставку на знак протесту проти політики уряду Аріеля Шарона.
На виборах 2003 блок «Національна єдність» під головуванням Авігдора Лібермана отримав 7 місць у парламенті і Лібермана було призначено на посаду міністра транспорту країни. У червні 2004 прем'єр-міністр Аріель Шарон вивів Лібермана зі складу уряду аби заручитися більшістю під час голосування за план розмежування навколо ізраїльських поселень у Секторі Гази.
У вересні 2004 він і його партія НДІ вийшли з блоку «Національна єдність» і заявили про намір балотуватися в Кнесет 17-го скликання самостійним списком. 28 березня 2006 його партія отримала 11 парламентських мандатів.
У 2007 в результаті коаліційної угоди він увійшов до складу уряду Егуда Ольмерта і очолив нове міністерство стратегічного планування. Через деякий час Ліберман сам залишив цю посаду, а міністерство було скасоване.
На наступних виборах 10 лютого 2009 партія НДІ отримала вже 15 парламентських місць і 16 березня увійшла в коаліційний уряд очолюваний Біньяміном Нетаньягу, де Ліберман став міністром закордонних справ Ізраїлю, а також заступником прем'єр-міністра.